# Riikka Sarasoja-Lilja
Riikka Sarasoja-Lilja, née le 23 février 1982 à Savitaipale, est une fondeuse finlandaise. Elle remporte notamment la médaille de bronze du sprint par équipes aux Championnats du monde 2013.

## Biographie
La fondeuse, membre du club Lappeen Riento fait ses débuts en Coupe du monde en novembre 2001 à Lahti. En février 2003, elle marque ses premiers points pour le classement général avec une quinzième place au sprint de Reit im Winkl. Utilisée aussi en distance, elle obtient un premier podium en relais un an plus tard à Otepää. En 2004, elle signe aussi son premier top dix individuel avec une dixième place au sprint libre de Trondheim. Pendant des années ses résultats sont stables, atteignant quelques fois les demi-finales en sprint et le podium en Coupe du monde sur trois autres relais jusqu'en 2008. En 2009, la Finlandaise honore sa première sélection pour les Championnats du monde à Liberec, où son meilleur résultat est 20e du sprint. Le mois suivant, au sprint libre de Lahti, elle prend la sixième place pour sa première finale dans le circuit mondial.
Au Tour de ski 2009-2010, elle est notamment quatrième de l'étape sur dix kilomètres classique à Val di Fiemme, contribuant à sa 14e au classement final. Ensuite, elle prend part enfin aux Jeux olympiques à Vancouver, courant la poursuite (21e), le dix kilomètres libre (31e) et le trente kilomètres classique  (12e).
En 2013, Riikka Sarasoja-Lilja, associée à Krista Lähteenmäki, obtient la médaille de bronze du sprint par équipes aux Mondiaux de Val di Fiemme. Cet hiver, elle termine cinquième du sprint de Lahti, soit sa meilleure performance dans cette discipline.
En 2014, aux Jeux olympiques de Sotchi, elle ne passe le stade des qualifications en sprint  (36e rang).

## Palmarès

### Jeux olympiques d'hiver
| Épreuve / Édition | Sprint                           | Sprint                           | 10 km                            | 10 km                            | Poursuite / Skiathlon 2 × 7,5 km | 30 km | Relais | Relais   |
| Épreuve / Édition | Libre                            | Classique                        | Libre                            | Classique                        | Poursuite / Skiathlon 2 × 7,5 km | 30 km | Sprint | 4 × 5 km |
| JO 2010 Vancouver | Épreuve inexistante à cette date | —                                | 31e                              | Épreuve inexistante à cette date | 21e                              | 12e   | —      | —        |
| JO 2014 Sotchi    | 36e                              | Épreuve inexistante à cette date | Épreuve inexistante à cette date | —                                | —                                | —     | —      | —        |

Légende :
- : pas d'épreuve
- — : non disputée par Sarasoja-Lilja

### Championnats du monde
| Épreuve / Édition     | Sprint                           | Sprint                           | 10 km                            | 10 km                            | Poursuite / Skiathlon 2 × 7,5 km | 30 km | Relais                    | Relais   |
| Épreuve / Édition     | libre                            | classique                        | libre                            | classique                        | Poursuite / Skiathlon 2 × 7,5 km | 30 km | Sprint                    | 4 × 5 km |
| Mondiaux 2009 Liberec | 20e                              | Épreuve inexistante à cette date | Épreuve inexistante à cette date | —                                | 24e                              | 24e   | —                         | —        |
| Mondiaux 2011 Oslo    | 27e                              | Épreuve inexistante à cette date | Épreuve inexistante à cette date | —                                | 18e                              | 33e   | —                         | —        |
| Mondiaux 2013 Oslo    | Épreuve inexistante à cette date | —                                | 12e                              | Épreuve inexistante à cette date | —                                | —     | Médaille de bronze, monde | 5e       |
| Mondiaux 2015 Falun   | Épreuve inexistante à cette date | —                                |                                  | Épreuve inexistante à cette date | —                                | -     | 10e                       | -        |

Légende :
- : troisième place, médaille de bronze
- : pas d'épreuve
- — : non disputée par Sarasoja-Lilja

### Coupe du monde
- Meilleur classement général : 24e en 2011.
- Meilleur résultat individuel : 4e.
- 6 podiums : 
  - 6 podiums en épreuve par équipes : 2 deuxièmes places et 4 troisièmes places.

#### Classements par saison
| Saison / Épreuve | Saison / Épreuve | Général | Général | Distance | Distance | Sprint | Sprint | Tour de ski depuis 2007          | Finales depuis 2008              | Nordic Opening depuis 2011       |
| Saison / Épreuve | Saison / Épreuve | Class.  | Points  | Class.   | Points   | Class. | Points | Tour de ski depuis 2007          | Finales depuis 2008              | Nordic Opening depuis 2011       |
| ---------------- | ---------------- | ------- | ------- | -------- | -------- | ------ | ------ | -------------------------------- | -------------------------------- | -------------------------------- |
| 2003             | 2003             | 76e     | 16      | -        | -        | 53e    | 16     | Épreuve inexistante à cette date | Épreuve inexistante à cette date | Épreuve inexistante à cette date |
| 2004             | 2004             | 51e     | 80      | 61e      | 14       | 29e    | 66     | Épreuve inexistante à cette date | Épreuve inexistante à cette date | Épreuve inexistante à cette date |
| 2005             | 2005             | 64e     | 27      | -        | -        | 39e    | 27     | Épreuve inexistante à cette date | Épreuve inexistante à cette date | Épreuve inexistante à cette date |
| 2006             | 2006             | 55e     | 59      | -        | -        | 30e    | 59     | Épreuve inexistante à cette date | Épreuve inexistante à cette date | Épreuve inexistante à cette date |
| 2007             | 2007             | -       | -       | -        | -        | -      | -      | -                                | Épreuve inexistante à cette date | Épreuve inexistante à cette date |
| 2008             | 2008             | 36e     | 171     | 38e      | 34       | 45e    | 35     | -                                | -                                | Épreuve inexistante à cette date |
| 2009             | 2009             | 26e     | 294     | 36e      | 75       | 27e    | 96     | -                                | 42e                              | Épreuve inexistante à cette date |
| 2010             | 2010             | 26e     | 301     | 29e      | 124      | 27e    | 98     | 14e                              | Abandon                          | Épreuve inexistante à cette date |
| 2011             | 2011             | 24e     | 367     | 24e      | 135      | 27e    | 80     | 18e                              | 24e                              | 21e                              |
| 2012             | 2012             | 32e     | 254     | 19e      | 203      | 24e    | 144    | Abandon                          | 32e                              | 21e                              |
| 2013             | 2013             | 27e     | 300     | 23e      | 179      | 30e    | 71     | -                                | 22e                              | 15e                              |
| 2014             | 2014             | 74e     | 41      | -        | -        | 46e    | 41     | -                                | -                                | 48e                              |
| 2015             | 2015             | 56e     | 92      | 81e      | 7        | 25e    | 85     | -                                | -                                |                                  |

### Championnats du monde junior
| Épreuve / Édition               | Sprint | Sprint                           | 5 km                             | 5 km      | 15 km classique | Relais |
| Épreuve / Édition               | libre  | classique                        | libre                            | classique | 15 km classique | Relais |
| Mondiaux 2001 Karpacz-Szklarska | 12e    | Épreuve inexistante à cette date | Épreuve inexistante à cette date | 10e       |                 |        |
| Mondiaux 2002 Schonach          | 4e     | Épreuve inexistante à cette date | Épreuve inexistante à cette date | 12e       | 7e              |        |

### Universiades
- Tarvisio 2003 :
  -  Médaille d'argent du sprint libre.
  -  Médaille de bronze du cinq kilomètres classique.